# کاترین گرانت
کاترین گرانت (انگلیسی: Katherine Grant؛ ‏ ۱ مهٔ ۱۹۰۴ – ۲ آوریل ۱۹۳۷) بازیگر اهل ایالات متحده آمریکا بود.
از فیلم‌هایی که وی در آن‌ها نقش داشته‌است، می‌توان به بال‌های سپید، صفیر ظهر، تحت لوای مستی، بردار و بیل بزن، یقه و سرآستین، بکش یا شفا بده، گاز و هوا، پرتقال و لیمو، مردی گرداگرد شهر، جویندگان طلا، ماسه‌های سوزان، بابای ناآرام و دل‌های منجمد اشاره نمود.